# Склонност към ретроспекция
Склонността към ретроспекция, известна още като феноменът „знаех си, че ще се случи“ или „пълзящ детерминизъм“ (на английски knew-it-all-along, hindsight bias), е често срещаната склонност на хората да възприемат минали събития като по-предсказуеми, отколкото са били в действителност. Хората често вярват, че след като дадено събитие се е случило, те биха предвидили или може би дори биха знаели с висока степен на сигурност какъв ще бъде изходът от събитието, преди то да се случи. Уклонът към ретроспекция може да доведе до изкривяване на спомените за това, което е било известно или в което се е вярвало преди настъпването на събитието, и е значителен източник на прекомерна увереност по отношение на способността на индивида да предсказва резултатите от бъдещи събития. Примери за уклон към ретроспекция могат да се видят в трудовете на историци, които описват резултатите от битки, лекари, които си спомнят за клинични изпитвания, и в съдебните системи, когато хората си приписват отговорност въз основа на предполагаемата предвидимост на произшествията.

## История
Пристрастието към ретроспекцията, въпреки че все още не е било наречено така, не е било нова концепция, когато се появява в психологическите изследвания през 70-те години на ХХ век. Всъщност то е било косвено описвано многократно от историци, философи и лекари. През 1973 г. Барух Фишоф присъства на семинар, на който Пол Е. Мил изказва наблюдението, че клиницистите често надценяват способността си да предвидят изхода от даден случай, тъй като твърдят, че са го знаели през цялото време. Барух, по това време аспирант по психология, вижда възможност в психологическите изследвания да обясни тези наблюдения.
В началото на седемдесетте години изследването на евристиките и предразсъдъците е широко застъпена област в психологията, ръководена от Амос Тверски и Даниел Канеман. Две евристики, идентифицирани от Тверски и Канеман, са от непосредствено значение за развитието на склонността към ретроспекция - това са евристиката на наличността и евристиката на представителността. Като доразвиват тези евристики, Бейт и Фишоф разработват първия експеримент, в който директно проверяват склонността към ретроспекция. Те карат участниците да преценят вероятността за няколко изхода от предстоящото посещение на президента на САЩ Ричард Никсън в Пекин и Москва. Известно време след завръщането на президента Никсън участниците са помолени да си припомнят (или да реконструират) вероятностите, които са приписали на всеки възможен изход, и възприятията им за вероятността на всеки изход са били по-големи или надценени за събития, които действително са се случили. Това изследване често се споменава в определенията на ретроспективния уклон, а заглавието на статията „Знаех си, че ще се случи“ може би е допринесло за това ретроспективният уклон да бъде заменен с израза „феноменът „знаех си, че ще се случи“.
През 1975 г. Фишхоф разработва друг метод за изследване на ретроспективното отклонение, който по онова време се нарича "хипотеза за пълзящия детерминизъм". Този метод включва даване на участниците на кратка история с четири възможни изхода, за един от които им се казва, че е верен, и след това се иска от тях да определят вероятността за всеки конкретен изход. Участниците често определят по-висока вероятност за настъпване на онзи изход, за който им е казано, че е верен. Останал сравнително непроменен, този метод все още се използва в психологически и поведенчески експерименти, изследващи аспекти на ретроспективния уклон. След като еволюира от евристиката на Тверски и Канеман в хипотезата за пълзящия детерминизъм и накрая в пристрастието към ретроспекцията, както го познаваме сега, концепцията има много практически приложения и все още е в челните редици на изследванията днес. Последните проучвания, свързани с пристрастието към ретроспекцията, изследват влиянието на възрастта върху пристрастието, как ретроспекцията може да повлияе на намесата и объркването и как може да повлияе на банковите и инвестиционните стратегии.